# Glemminge församling
Glemminge församling var en församling i Lunds stift och i Ystads kommun. Församlingen uppgick 2002 i Löderups församling.

## Administrativ historik
Församlingen har medeltida ursprung. 
Församlingen var till 1569 moderförsamling i pastoratet Glemminge och Gärarp för att därefter till 23 december 1632 utgöra ett eget pastorat. Från 1632 till 1941 var den i pastorat med Tosterups församling, före 29 mars 1688 som annexförsamling, därefter som moderförsamling. Från 1941 till 1972 var den moderförsamling i pastoratet Glemminge, Tosterup och Bollerup, som före 1962 även omfattade Ullstorps församling och efter 1962 Ingelstorps och Övraby församlingar. Från 1972 till 2002 var den annexförsamling i pastoratet Löderup, Hörup, Valleberga, Glemminge och Ingelstorp. Församlingen uppgick 2002 i Löderups församling.

## Kyrkor
- Glemminge kyrka